# Kubota (Unternehmen)
K.K. Kubota (jap. 株式会社クボタ, Kabushiki-gaisha Kubota, engl. Kubota Corporation) ist ein japanisches Unternehmen mit Sitz in Naniwa-ku in Ōsaka, dessen Aktien seit 1949 an der Tokioter Börse gehandelt werden.
Das Unternehmen stellt Technik und Maschinen her, die in den Bereichen Landwirtschaft, Wasseraufbereitung und Umweltpflege eingesetzt werden. Dazu zählen Traktoren, Mähdrescher und Landmaschinen, Wasserleitungen und Wasseraufbereitungssysteme, Klimaanlagen, Wiegesysteme, Baumaschinen, wie beispielsweise Bagger und Radlader sowie Aufsitzrasenmäher und Industriemotoren.
Insgesamt gehören 218 Tochtergesellschaften zum Kubota-Konzern, davon 60 in Japan (Stand 2022). Der Vorstand des Kubota-Konzerns wird von drei Repräsentanten geleitet: Yuichi Kitao (社長 shachō; Präsident), Masato Yoshikawa (副社長, fuku-shachō, Vizepräsident) und Dai Watanabe (副社長, fuku-shachō, Vizepräsident) (2023). Im Geschäftsjahr 2022 waren von insgesamt 50.352 Mitarbeitern 24.202 Mitarbeiter in Japan beschäftigt.

## Konzernstruktur
Der Kubota-Konzern umfasst 218 Tochtergesellschaften. Das Unternehmen ist mit über 50.000 Mitarbeitenden in mehr als 120 Ländern in Nordamerika, Europa und Asien aktiv. Eigene Büros werden in 40 Ländern unterhalten. In Europa produziert Kubota an 14 Standorten und arbeitet mit mehr als 1300 Händlern und Distributoren zusammen.

## Produktionsstandorte
Kubota hat Produktionswerke in mehreren Ländern. Das Stammwerk ist in Sakai in der Präfektur Osaka beheimatet. Weitere japanische Werke sind in Hyōgo, Chiba, Shiga, Ibaraki, Odawara, Tochigi und in Hirakata, in dem Minibagger hergestellt werden. In Asien fertigt Kubota außerhalb Japans auch in Wuxi (China) und in Thailand, wo das Unternehmen Traktoren und Mähdrescher herstellen lässt.
Die deutschen Niederlassungen sind in Rodgau (Motoren, Traktoren und Kommunalmaschinen) und Zweibrücken (Baumaschinen) angesiedelt. In einer 1989 fertiggestellten Fabrik in Zweibrücken werden Minibagger hergestellt, seit 2014 auch Radlader. Zweibrücken fertigte 2019 von über 50.500 hergestellten Maschinen etwa 11.000 Stück. Weitere Produktions- und Vertriebsstandorte sind in Bierne (Frankreich), Atlanta (Georgia), Soest (Deutschland) und in Leganés (Spanien).

## Geschichte

### Gründung als Eisengießerei
Kubota wurde 1890 von Gonshiro Ōde unter dem Namen Ōde Chūzō-jo (Ōde-Eisengießerei) als Eisengießerei gegründet. Ōde war der erste Japaner, der mit der Herstellung von Rohrleitungen aus Gusseisen für Wasserwerke begann, und legte damit den Grundstein für das später weltweit tätige Unternehmen.
1897 nahm Gonshiro Ōde den Namen Kubota seiner Adoptivfamilie an und benannte das Unternehmen in Kubota Tekkōsho (Kubota-Eisenwerke) um.

### Einstieg in das Kraftfahrzeuggeschäft und Grundlage der heutigen Konzernstruktur
1919 gründete Kubota-Tekkōsho die Tochtergesellschaft Jitsuyō Jidōsha Seizō K.K. in Osaka zur Herstellung von Kraftfahrzeugen. 1920 wurde die Jitsuyō-Fabrik fertiggestellt, in der anfangs 120 Personen arbeiteten. Dort baute Kubota Tekkōsho dreirädrige Personenkraftwagen mit luftgekühlten 8-PS-Zweizylindermotoren, die vom Chefingenieur William R. Gorham entwickelt wurden. Dem Fahrzeug folgte ein vierrädriges 10-PS-Gorham-Modell, das auch als leichter Lastkraftwagen genutzt werden konnte. Insgesamt wurden nur rund 250 Stück dieser Fahrzeuge gebaut, bis die Produktion 1923 eingestellt wurde, obwohl die Fabrik eine Produktionskapazität von 50 Fahrzeugen pro Tag hatte. Auf die Gorham-Wagen folgte 1923 der Lila, von dem bis 1926 rund 200 Einheiten abgesetzt wurden.
1926 übernahm Kubota Tekkōsho den finanziell angeschlagenen Fahrzeughersteller Kaishinsha und verschmolz ihn mit Jitsuyō Jidōsha Seizō. Das so entstandene Unternehmen trug den Namen DAT Jidōsha Seizō K.K. und war in den Kubota-Tekkōsho-Konzern eingegliedert, wodurch Gonshiro Kubota zum Präsidenten von DAT Jidōsha Seizō wurde. Wegen der großen Nachfrage nach dem Lkw DAT 61 konnte Kubota Tekkōsho eine drohende Insolvenz von DAT Jidōsha Seizō abwenden. Ende 1929 begann das Unternehmen die Entwicklung eines Pkw-Modells unter der Prototypenbezeichnung Datson 91, das später als Datson 10 in den Handel kam.

#### Neue Konzernstruktur
1930 wurde Kubota in eine Kapitalgesellschaft umgewandelt und das Geschäft auf zwei Tochtergesellschaften aufgeteilt, was die Grundlage für die heutige Konzernstruktur bildete. Ein Mitarbeiter von Tobata Casting machte den Investor und Tobata-Casting-Mehrheitsaktionär Yoshisuke Aikawa auf den Datson 10 aufmerksam, woraufhin Aikawa ab 1931 begann, Anteile von DAT Jidōsha Seizō bei Kubota Tekkōsho zu kaufen. 1932 wurde der Datson 10 durch den Datsun 11 ersetzt. Nachdem Tobata Casting und Nihon Sangyō im März 1933 zur Jidōsha Seizō Co., Ltd. fusionierten, übernahm Jidōsha Seizō im September desselben Jahres die Aktienmehrheit an DAT Jidōsha Seizō von Kubota Tekkōsho. In der ehemaligen Jitsuyō-Fabrik wurden weiterhin Datsun-Fahrzeuge gefertigt.

### Eintritt in den Maschinenmarkt und Herstellung von Fertighausteilen

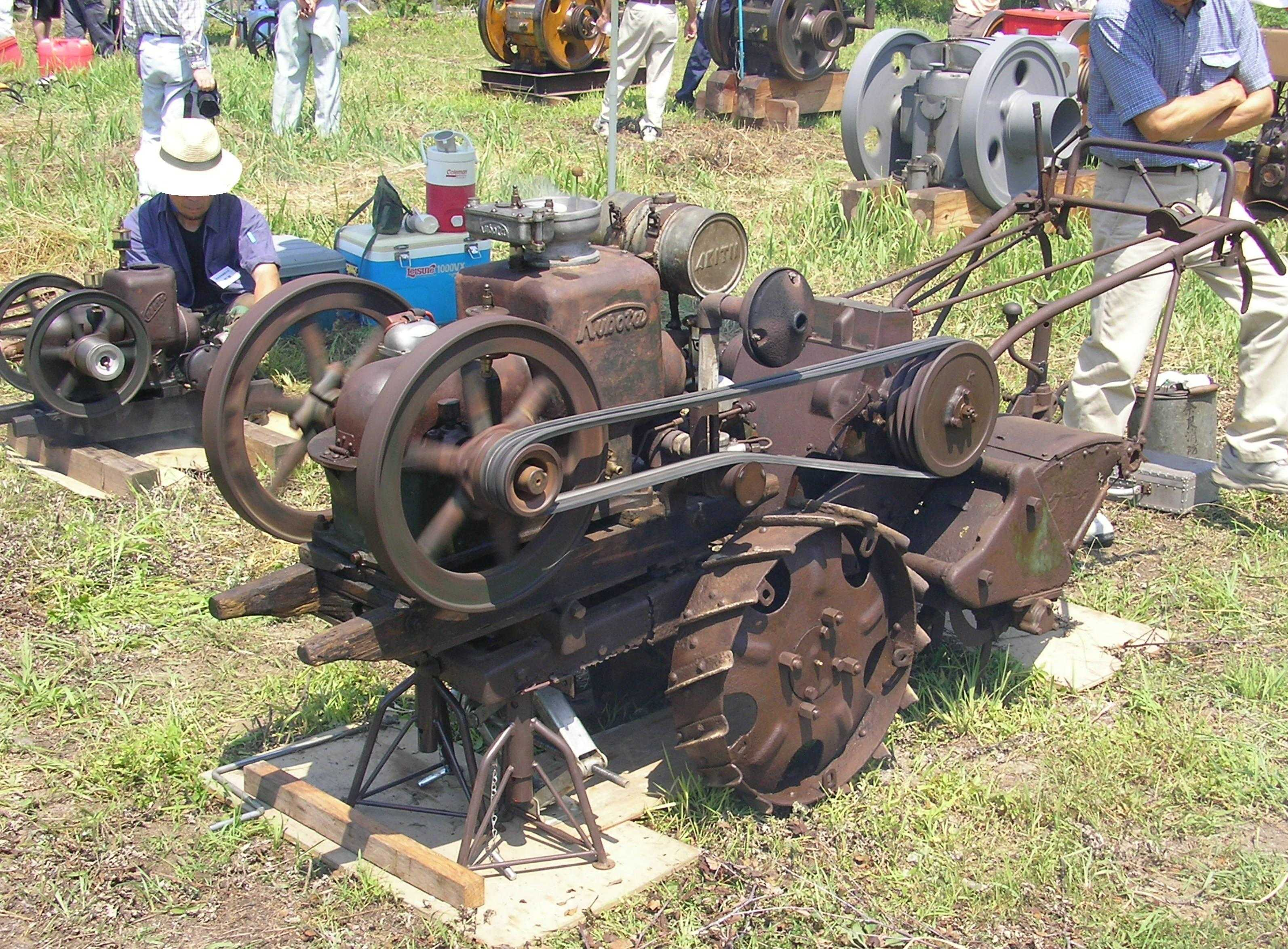
Kubota-Einachsschlepper aus den 1950er-Jahren

Bereits 1922 hatte Kubota einen Petroleummotor für den Antrieb landwirtschaftlicher Maschinen wie z. B. stationärer Dreschmaschinen vorgestellt. 1937 eröffnete Kubota sein Werk in Sakai in der Präfektur Osaka, in dem zunächst Motoren hergestellt wurden. Mitte der 1940er-Jahre wurde die Produktpalette um weitere landwirtschaftliche Maschinen und Geräte, insbesondere Dieselmotoren, ergänzt. Seit dem 16. Mai 1949 werden die Aktien von Kubota an der Tokioter Börse unter dem Symbol 6326 gehandelt; die Aktie ist Teil des Aktienindex Nikkei 225.
Ab den 1950er-Jahren produzierte Kubota eine selbstfahrende motorgetriebene Bodenfräse für den japanischen Markt, von denen einige auch exportiert wurden. Ab 1953 firmierte Kubota offiziell unter dem Namen Kubota Tekkō Kabushiki-gaisha (久保田鉄工株式会社), zu Deutsch Kubota Eisenwerke AG und begann die Produktion von Baumaschinen wie Baggern. Dafür wurde mit Kubota Ken-ki Kabushiki-gaisha (久保田建機株式会社; Kubota Baumaschinen AG) eine eigene Tochtergesellschaft gegründet. Darüber hinaus produzierte Kubota ab den 1950er-Jahren auch Teile für Fertighäuser.

### Beginn der Schlepperproduktion
In den 1960er-Jahren nahm das Unternehmen schließlich die Traktoren- und Mähdrescherproduktion auf. Zu diesem Zweck rüstete Kubota sein Werk in Sakai entsprechend aus. Der erste Schlepper des Unternehmens war der Kubota T15. Wenig später kam der Kubota L13G auf den Markt. Er hat einen Einzylinder-Dieselmotor mit 640 cm³ Hubraum und 13 PS Leistung. Das Getriebe hat sechs Vorwärts- und zwei Rückwärtsgänge. Zwar war der Kubota L13G damit lediglich ein Kleinschlepper, doch verglichen mit ähnlichen Einzylinder-Schleppern galt er als überdurchschnittlich gut ausgestattet. Dazu trug auch bei, dass Kubota passende Bodenbearbeitungsgeräte sowie einen Dreipunkt-Kraftheber anbot, was Anfang der 1960er-Jahre noch keine Selbstverständlichkeit in dieser Schlepperklasse war.

### Festigung der Marktposition in den 1970er-Jahren

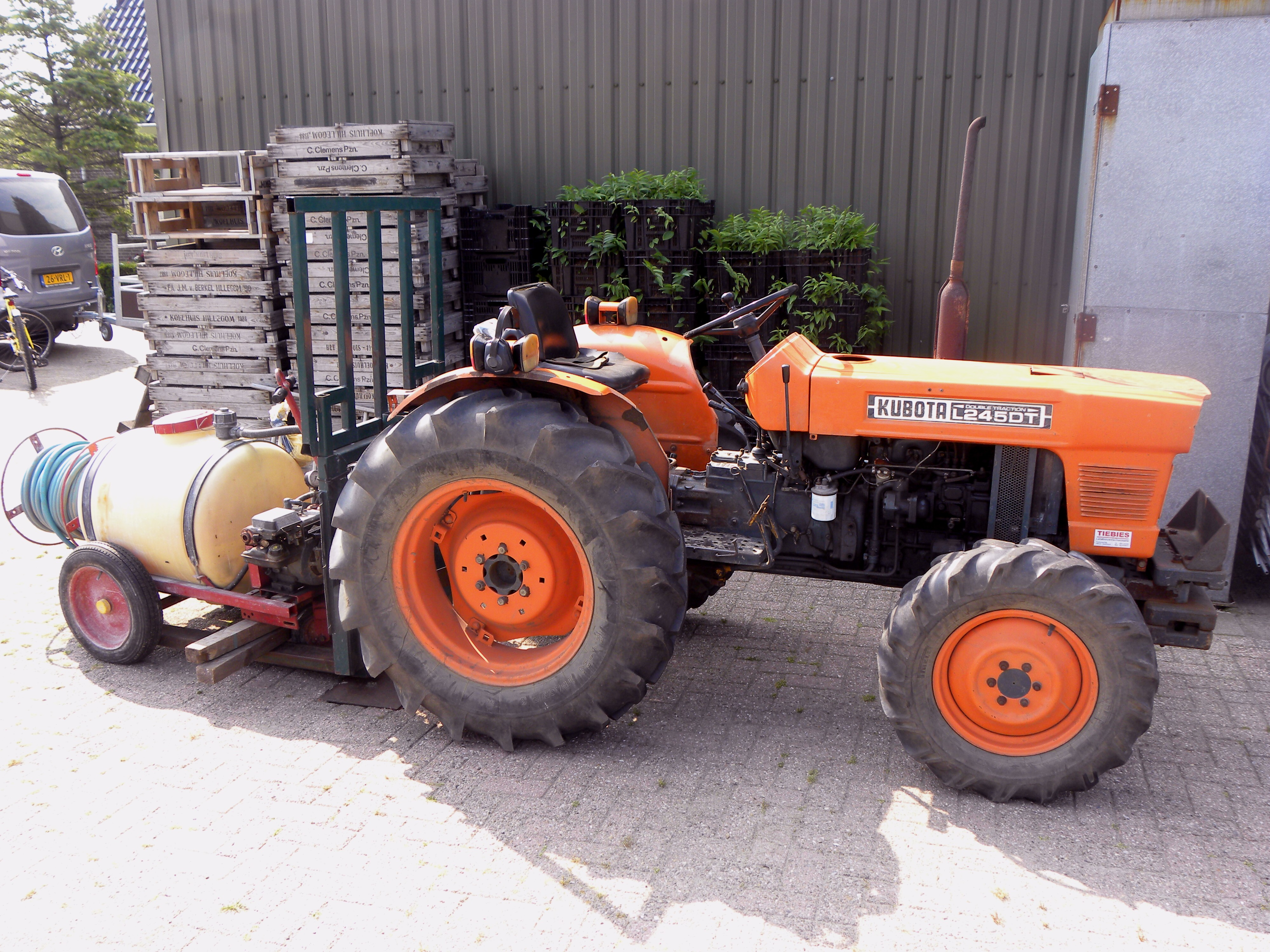
Kubota L245

1971 brachte Kubota den ersten selbst entwickelten Schlepper mit Allradantrieb auf den Markt. Das Unternehmen konzentrierte sich auf den Ackerschleppermarkt unterhalb der 50-PS-Klasse und baute seine Marktposition weiter aus. 1974 trat Kubota mit einer Niederlassung in Frankreich erstmals auf dem europädischen Landmaschinenmarkt in Erscheinung. 1976 beschäftigte Kubota in Japan 17.785 Mitarbeiter, hatte 17 Produktionsstätten und eine Marktkapitalisierung von fast 200 Mio. USD, was 1976 rund 9 % der Marktkapitalisierung aller in Japan ansässiger Hersteller landwirtschaftlicher Geräte (2,3 Mrd. USD) entsprach. Zum Geschäft gehörten neben der Produktion landwirtschaftlicher Nutzfahrzeuge auch weiterhin die Herstellung von Wasserleitungen sowie die Herstellung von Fertighäusern. Wichtigstes Produkt des Unternehmens war jedoch der Kubota L245, ein Schlepper mit Dreizylinder-Dieselmotor und 25 PS. Er wurde von 1976 bis 1985 angeboten.

### Nordamerikanischer Markt ab Ende der 1970er-Jahre mit neuer Produktionsmethode
Anfang der 1980er-Jahre war der Bereich der landwirtschaftlichen Geräte und Nutzfahrzeuge bereits seit mehreren Jahren das Kerngeschäft von Kubota. Am Hauptproduktionsstandort Sakai stellte der Konzern auf einem rund 200.000 m² großen Gelände in einer etwa 130.000 m² großen Produktionsanlage mit 2000 Mitarbeitern Klein- und Großschlepper, Bodenbearbeitungsgeräte, selbstfahrende Mähdrescher und Industriemotoren her. Die Produktion war bereits damals schon stark auf den Export ausgerichtet, was geringe Produktionskosten und eine große Produktionskapazität erforderte. Um die Wettbewerbsfähigkeit weiter zu steigern, führte Kubota bis 1983 nach und nach Single Minute Exchange of Die (SMED) ein, um die Rüstzeiten des Maschinenparks zu verringern.
Auf dem nordamerikanischen Ackerschleppermarkt war Kubota 1972 eingestiegen. Das Unternehmen steigerte dort bis 1983 seinen Marktanteil auf 13,5 %. Damit war Kubota gemessen an den verkauften Schleppern die am schnellsten wachsende Traktorenmarke in den USA. Joseph R. Barse, der 1990 im Auftrag des U.S. Department of Agriculture und Economic Research Service die sieben wichtigsten Industrien, die die US-Landwirtschaft von 1966 bis 1986 beeinflussten, untersuchte, führte dies darauf zurück, dass Kubota vor allem im Segment der Kleinschlepper bis 40 PS Motorleistung besonders erfolgreich war. Ferner war Kubota auch der einzige japanische Schlepperhersteller auf dem US-Markt mit einem eigenen Vertriebsnetzwerk.

### 1980er Jahre: Yen-Aufwertung und Computerhardware
Nach dem Beitritt Spaniens in die Europäische Wirtschaftsgemeinschaft 1986 richtete Kubota dort ein Produktionswerk für Nutzfahrzeuge ein, um die hohen Importzölle für Einfuhren zu umgehen und die durch die Aufwertung des Yens ab 1985 ausgelöste Preissteigerung japanischer Exportprodukte auszugleichen. 1988 und 1989 richtete Kubota auch in den Vereinigten Staaten (Atlanta) und in Deutschland (Zweibrücken) jeweils ein Produktionswerk ein. Ebenfalls 1989 brachte Kubota den Kubota L3250 auf den Markt, einen 35-PS-Schlepper. Er wird besonders häufig zur Grünflächenpflege eingesetzt.

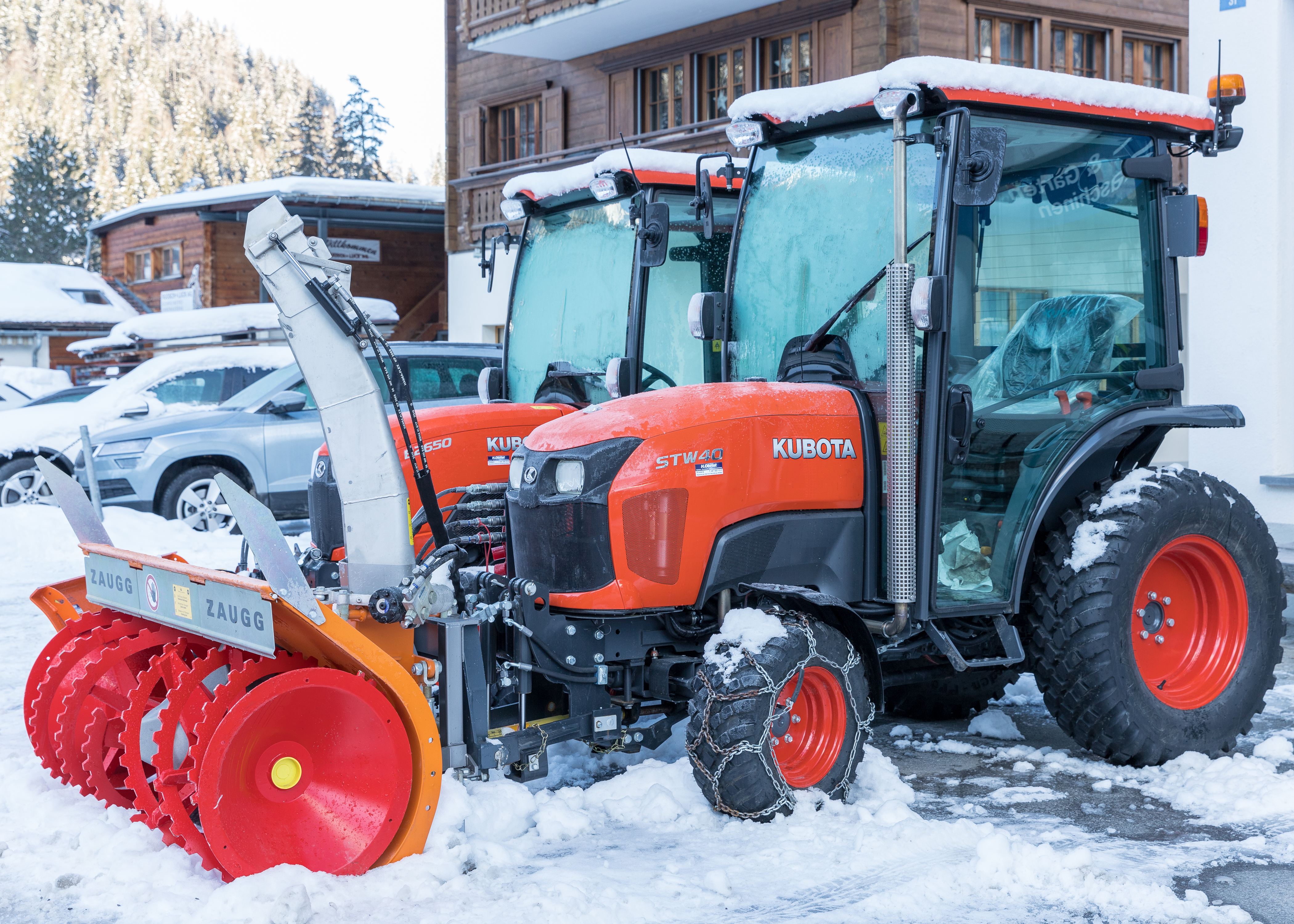
Kubota STW40 mit Schneefräse

Darüber hinaus nutze Kubota den stark aufgewerteten Yen auch dazu, um in die wachsende nordamerikanische Mikroelektronikindustrie zu investieren. Zwischen 1986 und 1989 erwarb das Unternehmen Minderheitsbeteiligungen an Ardent, MIPS Computer Systems und dem Festplattenhersteller Akashic Memories. Es folgten weitere Investitionen in den CAD-Software-Hersteller Rasna und dem Laufwerkshersteller Exabyte Corporation. Ende der 1980er-Jahre stellte Kubota bereits eigene Computerhardware her, um sie Ardent zuzuliefern und auch um sie auf asiatischen Märkten zu verkaufen. Nach dem Zusammenschluss von Ardent mit Stellar zu Stardent erhielt Stardent 200 Mio. USD Kapital, das größtenteils von Kubota stammte. Im Gegenzug dafür erhielt Kubota die exklusiven Vermarktungsrechte für Stardents Workstation Titan, die Kubota bereits in Lizenz für Stardent in Japan herstellte.
Als Unternehmen mit hohem Exportanteil war Kubota vom Wertverlust des Yens zu Beginn der 1990er-Jahre weniger stark als andere japanische Konzerne betroffen. Das Unternehmen schaffte es in dieser Zeit, seine Position als einer der weltweit größten Hersteller landwirtschaftlicher Nutzfahrzeuge zu halten. Seit 1. April 1990 trägt das Unternehmen den heutigen Namen K.K. Kubota (englisch Kubota Corporation).

### Mähdreschergeschäft in China ab 1998
Ab 1998 begann Kubota, auf dem chinesischen Markt Mähdrescher für die Reis- und Weizenernte zu verkaufen. Innerhalb von 15 Jahren konnte das Unternehmen dort eine marktbeherrschende Stellung mit 70 % Marktanteil einnehmen. Masatoshi Fujiwara, Professor für Betriebswirtschaftslehre an der Hitotsubashi-Universität, führt dies darauf zurück, dass Kubota aufgrund seiner Produktstrategie rasch dazu in der Lage war, die höheren Anforderungen des chinesischen Markts zu erkennen und eine Erntemaschine mit besonders hoher Standzeit zu entwickeln. Chinesische Lohnunternehmer nutzen ihre Mähdrescher für ca. 800 bis 1200 Betriebsstunden im Jahr und legen etwa 3000 Kilometer zurück, was deutlich mehr ist, als bei japanischen Lohnunternehmern, die ihre Maschinen oft nur an zehn Tagen im Jahr einsetzen. Des Weiteren sei Kubota, so Fujiwara, wegen seines Händler- und Werkstättennetzes dazu in der Lage, den Wettbewerb auf dem chinesischen Erntemaschinenmarkt positiv zu beeinflussen.
2005 war Kubota der größte japanische Landmaschinenhersteller, gemessen am Umsatz in Höhe von 983,2 Mrd. JPY (rund 7 Mrd. EUR) und der Mitarbeiterzahl von 22.916.

### Übernahmen und Kooperationen seit 2011

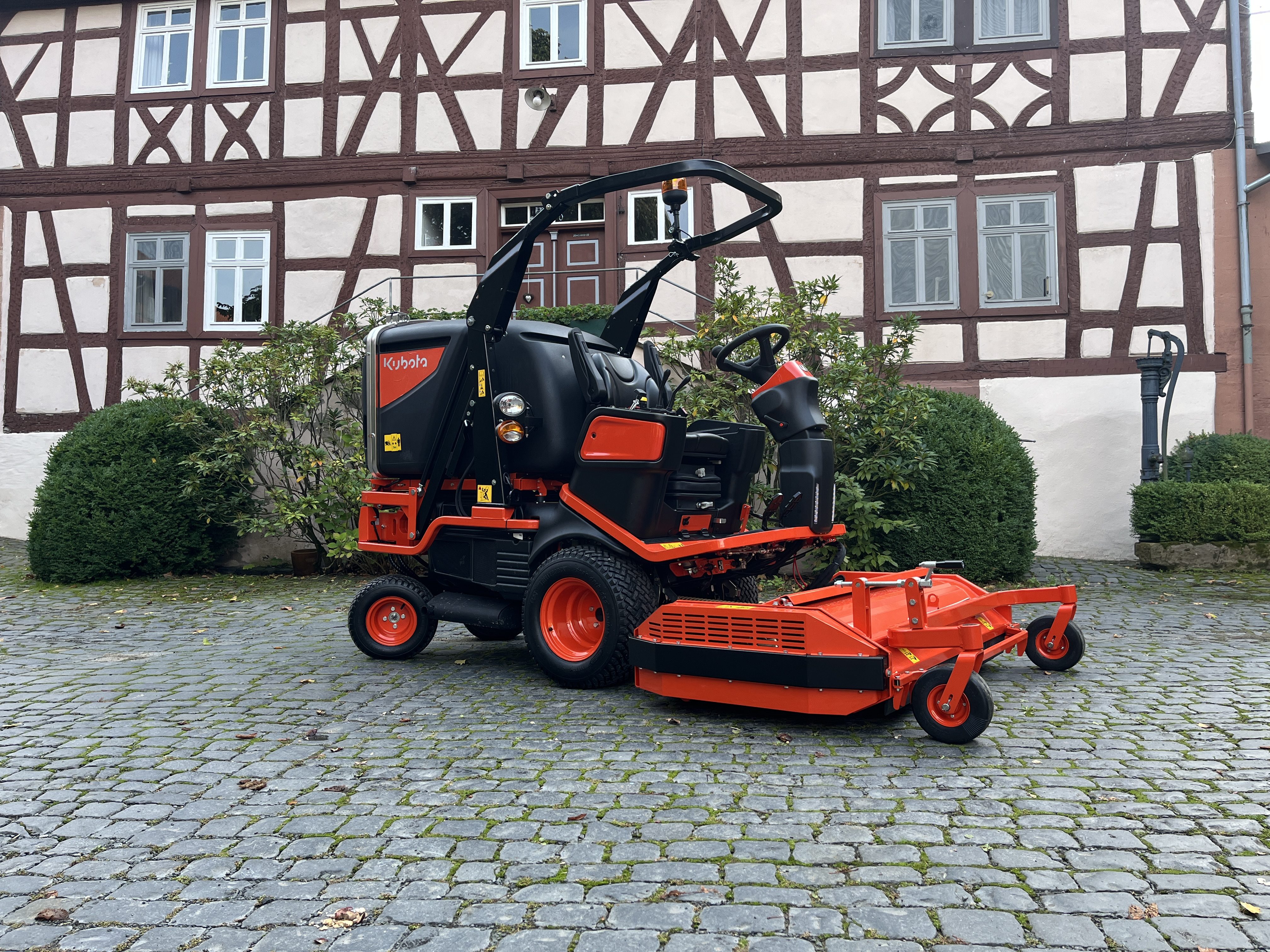
Ein Aufsitzmäher mit Mittelabsaugung von Gianni Ferrari im Kubota-Design

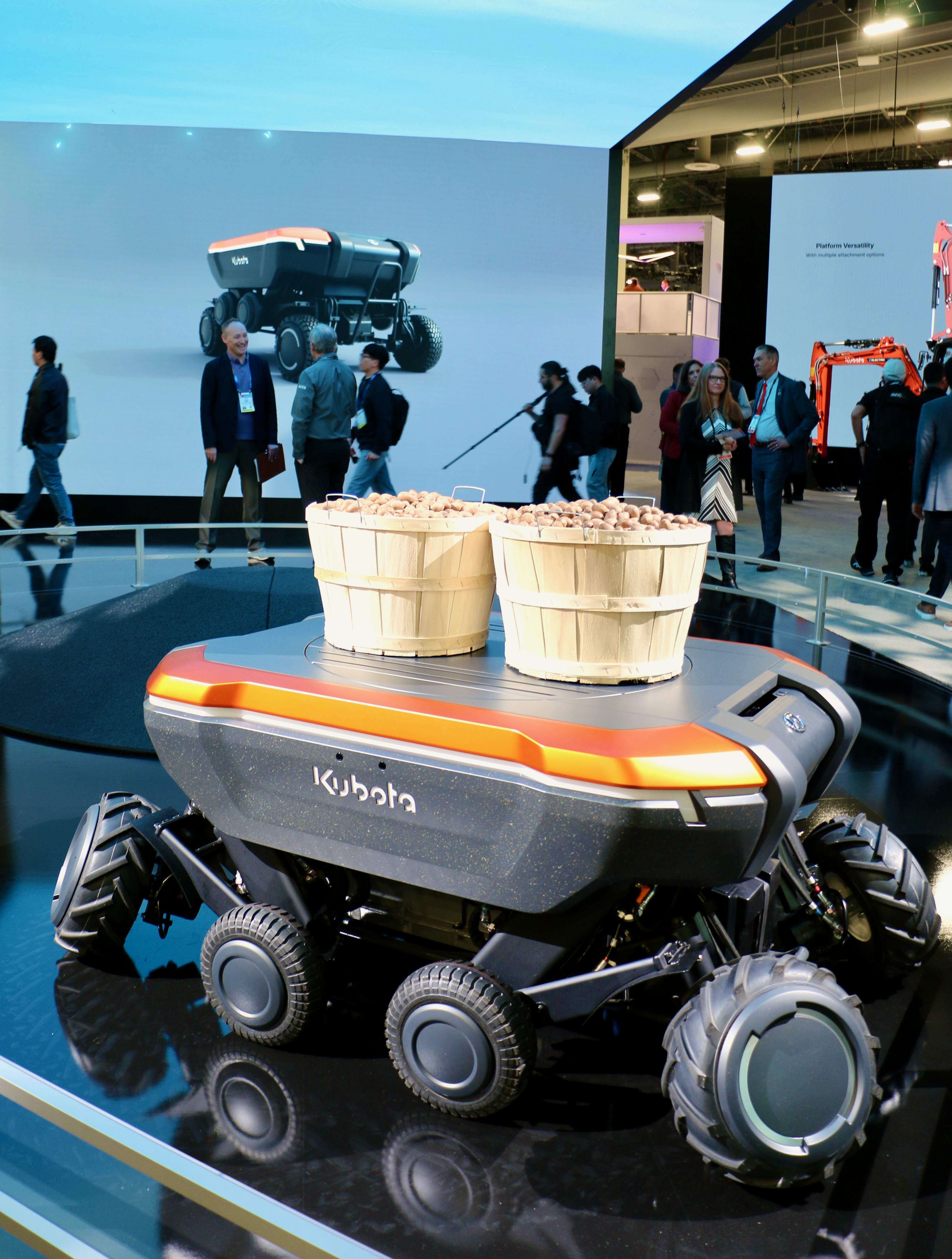
Kubota KATR

Ende Dezember 2011 wurde Kubota mit rund 32 % der Aktien einer der größten Aktionäre des norwegischen Landmaschinenherstellers Kverneland Group. 2012 sicherte sich die Kubota Corporation ein weiteres Aktienpaket. Kubota ist seither Mehrheitsaktionär. 2015 eröffnete Kubota ein neues Werk für Traktoren im französischen Bierne. Das Unternehmen produziert dort Schlepper der Leistungsklasse 130 bis 170 PS. 2016 wurde der nordamerikanische Landmaschinenhersteller Great Plains Manufacturing von Kubota übernommen. Im März 2019 gaben Kubota und der kanadische Landmaschinenhersteller Buhler Industries bekannt, dass Buhler Traktoren im Leistungsbereich von 170 bis 200 PS für Kubota fertigen wird. Die Aktienmehrheit an Buhler gehört dem russischen Landmaschinenhersteller Rostselmasch.
Im März 2020 beteiligte sich das Unternehmen an dem indischen Hersteller Escorts Limited, nachdem Kubota seit 2019 mit dem Unternehmen kooperierte. Zwei Jahre später erhöhte Kubota diese Beteiligung auf 23,3 %. Zu Beginn des Jahres 2021 investierte Kubota 20 Millionen US-Dollar in das israelische Unternehmen Tevel, das autonome Flugroboter für die Ernte von Obst entwickelt. Im Oktober 2021 übernahm Kubota den spanischen Landtechnikhersteller Pulverizadores Fede S.L. Das spanische Unternehmen stellt Pflanzenschutzgeräte her, die in Spezialkulturen wie Obst- und Weinbau verwendet werden. Im Dezember 2021 gab Kubota die Übernahme von AgJunction, einem Hersteller von automatisierten Steuerungssystemen, über Kubota Canada Ltd. bekannt. Im Sommer 2022 erfolgte die Übernahme der Rasenmäher-Sparte von Officine Bieffebi (BFB), Italien und dessen Tochterunternehmen Gianni Ferrari (GF), Italien sowie die Investition für ein neues Werk in den USA für die Produktion von Anbaugeräten. Hierdurch konnte Kubota seine Produktportfolio im Bereich der Rasen- und Grundstückspflege erweitern.
Anfang 2023 wurde das Unternehmen Phenix Agrosystem, das Maschinen zur mechanischen Unkrautbekämpfung herstellt, in das Tochterunternehmen Kverneland Group eingegliedert. Kubota arbeitet seit einigen Jahren am Bau von Wasserstoffverbrennungsmotoren und trat 2024 der Allianz Wasserstoffmotor e. V. bei.
Im Januar 2024 präsentierte Kubota das Spritzkonzept KFAST, das in Zusammenarbeit mit mehreren Partnerunternehmen entwickelt wurde. Dieses Konzept umfasst einen autonomen Spritzroboter für Spezialkulturen, der sowohl autonom als auch per Fernsteuerung bedient werden kann. Der Roboter ist mit verschiedenen Luftgruppen ausgestattet, um die spezifischen Anforderungen der Plantagen zu erfüllen.
Im August 2024 kündigte Kubota an, dass nahezu alle seine Dieselmotoren für den Betrieb mit dem synthetischen Kraftstoff HVO freigegeben werden. Dieser Kraftstoff stammt vollständig aus nichtfossilen Quellen und ermöglicht es Betreibern von Maschinen- und Fahrzeugflotten, ihren CO₂-Ausstoß zu reduzieren. Seit Oktober desselben Jahres werden alle dieselbetriebenen Kompakttraktoren und Mähfahrzeuge im Kubota-Werk in Rodgau mit diesem synthetischen Kraftstoff betankt.
Ebenfalls im Oktober 2024 wurde die UV-Boosting-Technologie vorgestellt. Diese Methode behandelt Pflanzenkulturen mit hochintensiven UV-Strahlen, um die Abwehrkräfte der Pflanzen zu stärken. Auf diese Weise sollen diese nicht nur unempfindlicher gegenüber Trockenheit und Frost werden, sondern auch widerstandsfähiger gegen Pilzkrankheiten, wobei die Notwendigkeit für Pflanzenschutzmittel verringert werden soll.
Auf einer Tagung in Spanien im November 2024 stellte Kubota einen Nachrüstsatz vor, mit dem kompatible Traktormodelle autonom betrieben werden können.
Im Januar 2025 präsentierte Kubota auf der Consumer Electronics Show in Las Vegas den Agrarroboter Kubota KATR. Dieser wurde für die Erkundung, die Bewertung der Pflanzengesundheit und grundlegende Transporte in Weinbergen und Obstplantagen entwickelt und ist auch für den Einsatz auf Baustellen geeignet.

## Fahrzeugmodelle
| Zeitleiste der Kubota-Fahrzeuge                                                | Zeitleiste der Kubota-Fahrzeuge | Zeitleiste der Kubota-Fahrzeuge | Zeitleiste der Kubota-Fahrzeuge                    | Zeitleiste der Kubota-Fahrzeuge         | Zeitleiste der Kubota-Fahrzeuge                                        | Zeitleiste der Kubota-Fahrzeuge                                                       | Zeitleiste der Kubota-Fahrzeuge                               |                                                                                                  |
| ------------------------------------------------------------------------------ | ------------------------------- | ------------------------------- | -------------------------------------------------- | --------------------------------------- | ---------------------------------------------------------------------- | ------------------------------------------------------------------------------------- | ------------------------------------------------------------- | ------------------------------------------------------------------------------------------------ |
| Typ                                                                            | Serie                           | Modelle                         | Modelle                                            | Modelle                                 | Modelle                                                                | Modelle                                                                               | Modelle                                                       | Modelle                                                                                          |
| Typ                                                                            | Serie                           | 1960er                          | 1970er                                             | 1980er                                  | 1990er                                                                 | 2000er                                                                                | 2010er                                                        | 2020er                                                                                           |
| Grundstückspflegemaschinen                                                     | F-Serie                         |                                 |                                                    | F2000                                   |                                                                        |                                                                                       | F3090                                                         | F-251 F-391 F-397 FC4-501 FC3-261 FC3-221E FC2-221                                               |
| Grundstückspflegemaschinen                                                     | Z-Serie                         |                                 |                                                    |                                         |                                                                        | ZD326                                                                                 | ZD326                                                         | Z122R Z1-421 Z2-481 Z4-541 ZD1211                                                                |
| Grundstückspflegemaschinen                                                     | G-Serie                         |                                 |                                                    |                                         |                                                                        |                                                                                       |                                                               | G231-LD-48 G231-HD-48 G261-HD-48 G261-LD-54 G261-HD-54                                           |
| Subkompakttraktoren                                                            | BX-Serie                        |                                 |                                                    |                                         | BX1800 BX1870-1 BX2370-1                                               | BX1500 BX2200D/E BX2350 BX2670-1 BX1800 BX1870-1 BX2370-1                             | BX1500 BX2200D/E BX2350 BX2670-1 BX1800 BX1870-1 BX2370-1     | BX1500 BX2200D/E BX2350 BX2670-1 BX1800 BX1870-1 BX2370-1                                        |
| Kompakttraktoren                                                               | B-Serie                         |                                 | B5000 B6000 B7000 B7001 B6001 B7001 B5100 bis 7100 | B5100 bis B7100 B1550 B1750 B2150 B4200 | B7300 B1550 B1750 B2150 B4200                                          | B1220 B1820 B1620 B1830 B2420-20 B3030 B-30 B2710 B2530 B2230 B2910 B7400 B7500 B7800 | B1220 B1620 B1820 B2420-20 B1830 B2230 B2530 B3030 B-30       | B1121 B1161 B1181 B1241                                                                          |
| Kompakttraktoren                                                               | LXe-Serie                       |                                 |                                                    |                                         |                                                                        |                                                                                       |                                                               | LXe-261                                                                                          |
| Kompaktackerschlepper                                                          | EK1-Serie                       |                                 |                                                    |                                         |                                                                        |                                                                                       |                                                               |                                                                                                  |
| Leichte Standardschlepper der unteren Leistungsklasse                          | L-Serie                         |                                 | L200 L210 L225 L295 L285 L260 L175 L185            | L245 L305 L345                          | L235 L245 L275 L285 L295 L345 L355 L2050 L2250 L2850 L3250 L3350 L4150 | L2050 L2250 L2850 L3250 L3350 L3750 L4150                                             | L5740 L5240                                                   | L3200 L5740 L5240 L5040 L4240                                                                    |
| Leichte Standardschlepper, mittlere Leistungsklasse (nordamerikanischer Markt) | MX-Serie                        |                                 |                                                    |                                         |                                                                        | MX4700 MX5000 MX5000SU MX5100                                                         | MX4700                                                        | MX5100 MX5400 MX6000                                                                             |
| Standardschlepper der mittleren und großen Leistungsklasse                     | M-Serie (ältere Modelle)        |                                 |                                                    |                                         |                                                                        | M9540 M105S M108S                                                                     | M9960DTH M9540 M9960 M108S M110GX M128X M130X M135GX M135GXsC |                                                                                                  |
| Standardschlepper der mittleren und großen Leistungsklasse                     | M4-Serie                        |                                 |                                                    |                                         |                                                                        |                                                                                       | M4-061                                                        | M4-071 M4-063 M4-073                                                                             |
| Standardschlepper der mittleren und großen Leistungsklasse                     | M5-Serie                        |                                 |                                                    |                                         |                                                                        |                                                                                       | M5-091 M5-111                                                 | M5-092 M5-112 M-001N M5-072N M5-082N M5-092N M5-102N M5-112N MR1000A AgriRobo                    |
| Standardschlepper der mittleren und großen Leistungsklasse                     | M6-Serie                        |                                 |                                                    |                                         |                                                                        | M6-040 M6-040N                                                                        | M6-040 M6-040N M6-060 M6-101 M6-111 M6-131 M6-141             | M6-122 M6-132 M6-141 M6-101U M6-111U M6-121U M6-161U M6-141U                                     |
| Standardschlepper der mittleren und großen Leistungsklasse                     | M7-Serie                        |                                 |                                                    |                                         |                                                                        | M7-040 M7-040N                                                                        | M7-040N M7-040 M7-060 M7-131                                  | M7161 M7-133 M7-151 M7-161 M7-171 M7-153 M7-173                                                  |
| Standardschlepper der mittleren und großen Leistungsklasse                     | M8-Serie                        |                                 |                                                    |                                         |                                                                        | M8-540 M8-540N                                                                        | M8-181 M8-201 M8540 M8-540N M8-560                            |                                                                                                  |
| Baumaschinen                                                                   | KX-Serie                        |                                 |                                                    |                                         |                                                                        | KX057-4                                                                               | KX080-4α2 KX019-4 KX016-4 MX057-4 KX101-3α4 KX042-4           | KX080-4α2 KX016-4 KX018-4 KX019-4 KX027-4 (HI) KX030-4 (HI) KX037-4 KX060-5 KX042-4a KX019-4 LPG |
| Baumaschinen                                                                   | U-Serie                         |                                 |                                                    |                                         |                                                                        | U10-3                                                                                 | U55-4 U84-4 U10-3SL U10-3 U36-4 U48-4                         | U10-3 U10-3SL U17-3α U17-3α HI U20-3α U27-4 (HI) U36-4 U48-4 U50-5 U56-5 U10-5                   |
| Baumaschinen                                                                   | R-Serie                         |                                 |                                                    |                                         |                                                                        |                                                                                       | R065HW R082 R085                                              | R070 R082 R085 R090                                                                              |
| Baumaschinen                                                                   | RT-Serie                        |                                 |                                                    |                                         |                                                                        |                                                                                       | RT160 RT280                                                   | RT160-2 RT220-22 RT280 RT260-2 RT280-2                                                           |
| Baumaschinen                                                                   | KC-Serie                        |                                 |                                                    |                                         |                                                                        |                                                                                       | KC250HR-4 KC250H-4 KC100HD                                    | KC704H-4 KC110HR-4 KC70VSL-4 KC70SL-4 KC70VHD-4 KC70H-4 KC70 KC120 KC300H/HR-5 KC70H-4e/VSL-4e   |
| Personenbeförderungsfahrzeuge                                                  | RTV-Serie                       |                                 |                                                    |                                         |                                                                        |                                                                                       | RTV X900 RTV400 RTV1140 RTV500                                |                                                                                                  |